# Keep Us Together
«Keep Us Together» es el tercer y último sencillo de On the Outside del grupo británico Starsailor. Es el sencillo menos exitoso de la banda, alcanzando a llegar al lugar #47 en las listas del Reino Unido. Pese a esto, la canción ha sido utilizada frecuentemente para el programa inglés "Match of the Day"

## Video musical
El vide promocional para «Keep us together» muestra a la banda tocando mientras que a su alrededor se disparan fuegos artificiales. En algunas escenas del video la cámara saca de foco a los miembros de la banda y al final del video el escenario es cubierto por una lluvia de confetti.

## Lista de canciones
CD
1. «This Time»
2. «Push The Button» (en vivo, versión de Sugababes)

## Posicionamiento
| País        | Lista            | Posición |
| ----------- | ---------------- | -------- |
| Reino Unido | UK Singles Chart | 47       |